# Jeruzsálem ostroma (1099)
Jeruzsálem ostroma 1099. június 7. és július 15. között az első keresztes hadjárat legfontosabb csatája volt. A keresztes hadakat Bouillon Gottfried alsó-lotaringiai herceg, II. Róbert flamand gróf, IV. Rajmund toulouse-i gróf és hautville-i Tankréd irányította. A sereg névleges vezetője Rajmund gróf volt, de a keresztes lovagok többnyire közösen igyekeztek döntést hozni. Al-Afdal a fátimida vezír Iftikhar ad-Daula-t bízta meg Jeruzsálem védelmével.

## Előzmények
A keresztes háborúk nyitányát, az első keresztes hadjáratot 1095-ben hirdette meg II. Orbán pápa a clermont-i zsinaton. A sereget a vezető főurak szerint három hadtestre lehet bontani.
1. Bouillon Gottfried alsó-lotaringiai herceg, II. Róbert flamand gróf és II. Balduin hainaut-i gróf vezetésével az észak-franciaországi és lotaringiai nemesek, hozzájuk csatlakozva később a rajnai német egységek.
2. A közép-franciaországi nemesség, akik bonyolult rokoni és hűbéri szálakkal kapcsolódtak a vezetőkhöz.
3. A IV. Rajmund toulouse-i gróf vezette dél-francia, provanszál és észak-itáliai keresztesek.[4]

A szicíliai normannok I. Bohemund tarantói herceg és hauteville-i Tankréd vezetésével hajókon indultak útnak. Fontos szerepet játszottak a hadjárat során, így Jeruzsálem ostromában is az itáliai kereskedővárosok hajói és tengerészei.

## Út Jeruzsálembe
A keresztes seregek több útvonalon haladtak keresztül Európán. A Gottfried és rokonai vezette sereg Magyarországon haladt át úgy, hogy megbékült a szegények keresztes hadjáratának kilengései miatt jogosan ingerült Könyves Kálmánnal. Útjukat a Balkán északi részén folytatták. Rajmund a dalmát tengerpartot és a Balkán déli részét választotta, míg a szicíliaiak a tengeren tették meg az utat. A seregek Konstantinápolyban találkoztak. I. Alexiosz, akinek a segélykérése indította meg tulajdonképpen a keresztes mozgalmat, Anatóliába szállította át a sereget. A Szentföld felé előrenyomuló keresztesek 1097-ben visszafoglalták Nikaiát a szeldzsukoktól, majd több sikeres összecsapás után Dorülaion mellett döntő vereséget mértek I. Kilidzs Arszlán szeldzsuk szultán seregére. Szíriát elérve megszerezték Edesszát, majd nehéz ostrom után 1098-ban bevették Antiochiát is. Eközben nehéz csatában szétverték a szíriai emírek Kerguba atabég vezette egyesült seregeit, akik Antiochia felmentésére érkeztek. Ezután a Jeruzsálembe vezető út már szabad volt, melynek falait 1099. június 7-én érték el.

## Jeruzsálem helyzete
A mai kutatók döntő többségének véleménye szerint Jeruzsálem lakossága a 10-11. században 20 000 fő körül mozgott. A keresztény, zsidó és muszlim lakosság nagyjából azonos arányban lakta a várost, bár al-Hakim fátimida kalifa üldözése során valószínűleg számos zsidó és keresztény elköltözött a városból. (Al-Hakim uralma előtt Jeruzsálem lakóinak több mint a fele volt keresztény.) A síita Fátimida kalifátus azonnal kihasználta, hogy ellenfelei, a szunnita szíriaiak súlyos vereséget szenvedtek a keresztesektől Antiochia alatt. A fátimida vezír al-Afdal egészen Bejrútig nyomult előre, ezzel egyidőben pedig ostrom alá vette Jeruzsálemet. Jeruzsálem muszlim urai két török testvér, Szokhman és Ilghazi, Otrok fiai voltak. Maguk is ott harcoltak a szíriai muszlim koalíció soraiban az antiochiai csatában, és nem sokkal korábban értek haza északról Jeruzsálembe. Csapataik jelentős része valószínűleg elveszett Antiochiánál, idejük sem volt felkészülni az ostromra, így pár hét ellenállás után megadták magukat. Al-Afdal  Iftikhar ad-Daulát nevezte ki Jeruzsálem kormányzójává.

## Előkészületek a védelemre
A fátimida parancsnok jó katona volt, és noha csak kevés ideje állt rendelkezésre, mégis alaposan felkészült az ostromra. Jeruzsálem falainak jelentős megerősítésére ugyan nem maradt  ideje, csupán a fátimida ostrom alatt megsérült falszakaszt tudta gondosan helyreállítani, de emiatt nem aggódott, a városnak alapjaiban még az ókorban és a bizánci időkben épült falai rendkívül erősek voltak. Árkot viszont ásatott a falak körül, és minden vízforrást és kutat megmérgeztetett, vagy betemettetett a város közelében, hogy megnehezítse az ostromlók vízhez jutását. A Jeruzsálem környezetében található fákat kivágatta, hogy a támadóknak ne legyen alapanyaguk ostromgépek építéséhez.
Iftikhar ad-Daula még a keresztes sereg megérkezése előtt eltávolította a városból az általa, valószínűleg jó okkal, megbízhatatlannak ítélt keresztények zömét ( Betlehem keresztény lakossága kitörő örömmel üdvözölte Tankréd lovagjainak megérkezését). Elbocsátotta a harcra, illetve kisegítő munkára alkalmatlan idős, beteg, vagy esetleg túl fiatal zsidó és muszlim lakosokat is, akik csupán terhet jelentettek volna a város védelmében. A keresztények Szíria és a közeledő keresztesek felé indultak. A muszlimok északkelet felé, Damaszkuszba mentek, hisz a város muszlim lakosságának többsége szunnita volt. Az elbocsátott zsidók dél felé, Aszkalonba igyekeztek. Mivel a zsidó lakosság vállalta, hogy részt vesz a város védelmében, az emír őket a város északkeleti falszakaszainak védelmére rendelte. 
A raktárakat feltöltötte akár egy évre is elegendő élelmiszerrel, azokat az állatcsordákat pedig, amelyeket már nem tudtak a városba hajtani, elrejtették. Így tettek sok faanyaggal is. A ciszternákat telehordatta vízzel, mivel Jeruzsálem falain belül nincsen vízforrás. Kőhajítókat állított fel a falakon, szurkot halmozott fel és nagy mennyiségben gyártatott naftával (főleg kőolajszármazékokból kevert hevesen égő folyadék) töltött cserépedényt.  
A harcra körülbelül 1000-1200 megbízható, képzett katona állt a rendelkezésére, főként egyiptomi gyalogság, egy arabokból álló kisebb lovas alakulat és szudáni íjászok. Ezen kívül még számíthatott a város muszlim lakosságának fegyverfogható tagjaira és körülbelül félezer zsidó harcosra is, bár ezek harci értéke valószínűleg elmaradt az edzett és kipróbált muszlim harcosoké mellett.
Al-Afdal eközben diplomáciai eszközökkel is igyekezett a kereszteseket eltéríteni Jeruzsálem ostromától. A fátimidáknak jó kapcsolatuk volt Bizánccal hiszen a szíriai és az antóliai törökök mindkét birodalomnak közös ellenségei voltak. A vezír több levélben igyekezett I. Alexioszt rábírni, hogy állítsa meg szövetségeseit, vagy legalább lassítsa le a keresztesek előrenyomulását, de a bizánci császár csak udvarias, viszont tartalmatlan levelekkel válaszolt a fátimida vezírnek, mondván neki nincs semmiféle befolyása a nyugati seregekre. Ebben volt is némi igazság, hisz Alexiosz és a keresztesek viszonya ekkora már amúgy is nagyon megromlott, amiben szerepet játszott az is, hogy a bizánci császár egyik al-Afdalnak írt levele a keresztesek kezébe került. A vezír a keresztesekkel is többször próbált tárgyalni, Szíria felosztását, és szabad jeruzsálemi zarándokaltot ajánlva, de ezzel a keresztes hadat már nem tudta megállítani.

## Az ostrom
Június 7-én megérkezett a 40 000 főre fogyott keresztény sereg, akik közül csak 20 000 gyalogos és 1500 lovag volt harci erő, a többi papok, szolgák, és egyéb kisegítő személyzet volt.
Az első rohamra június 13-án került sor, aminek az volt az oka, hogy egy remete jóslata szerint már az első rohamkor bejutnak a várba, de tévedett és ez 700 lovag életébe került. Bár túljutottak a külső várfalon, a veszteség olyan nagy volt, hogy többé nem bocsátkozhattak meggondolatlan harcokba. Az időjárás is a keresztesek ellen fordult, mivel a meleg nyári időben a víz és az egyre nagyobb élelemhiányban küszködő keresztény sereg nagy bajban volt, de június 17-én két genovai hajó Jaffába érkezett, és élelmet, vizet szállítottak a fáradt seregeknek. Végül egy hónap alatt sikerült két ostromtornyot építeniük, így július 10-ére minden készen állt a támadáshoz. Nagy nehezen az egyik ostromtoronynak sikerült a várfal közelébe jutnia és a keresztény lovagok bejutottak a várba. Ezután a lakosok ellen fordultak és hatalmas mészárlást rendeztek. A polgári áldozatok száma 9-10 000 közé tehető.

## A csata következményei
A jeruzsálemi győzelem hosszú időn át tartó keresztény uralmat vetített elő a Szentföldre. Eredménye nemcsak vallási vagy hatalmi jellegű volt, hanem kulturális téren is meghozta gyümölcseit. A nyugati és a keleti kultúrák találkozását, egymásra hatását segítette elő, ami a gazdasági, technikai és szellemi fejlődés felgyorsulását vonta maga után.